# Giovanni Battista Tagliasacchi
Giovanni Battista Tagliasacchi (Borgo San Donnino, 26 agosto 1696 – Castelbosco, 3 dicembre 1737) è stato un pittore italiano.

## Biografia
Figlio di Giovanni Maria Tagliasacchi e di Lidia Arcari Scarabelli, non è nota la data della sua nascita, se non che fu battezzato nella cattedrale di Borgo San Donnino il 27 agosto 1696. Dal 1711 al 1715 fu a Parma nella bottega di Giacomo Maria Giovannini, poi a Bologna fu allievo di Giovan Gioseffo Dal Sole fino alla morte del suo maestro avvenuta nel 1719.
Attratto dal manierismo incorpora nelle sue opere significati alchemici.
Nel 1721, sollecitato dal duca Francesco Farnese, è a Roma.
Sposta il suo laboratorio a Piacenza dopo aver donato i suoi quadri al convento dei frati cappuccini di Borgo San Donnino. Alcuni suoi dipinti sono conservati nell'oratorio di San Giuseppe a Cortemaggiore.
I suoi grandi committenti sono Enrichetta d'Este e la contessa Sanvitale
Tagliasacchi, che ebbe per moglie Elisabetta Testa e fu padre di cinque figli, morì il 3 dicembre 1737 nella villa dei conti Scotti di Castelbosco, presso Campremoldo Sopra. Fu sepolto nella chiesa del Pilastro di Borgo San Donnino, che fu rasa al suolo nel maggio del 1944 in un bombardamento aereo. Dispersi i suoi resti, restano conservati nella chiesa parrocchiale di San Pietro di Campremoldo Sopra l'atto di morte del Tagliasacchi e la sua lapide funeraria.
Il figlio Giovanni Maria (1722 - ?) fu un incisore.